# Furstendömet Albanien (medeltiden)
Furstendömet Albanien var en historisk monarki som bildades på Balkanhalvön år 1359.
Den bildades som efterträdare till Kungariket Albanien och upplöstes då det erövrades av Osmanska riket och blev Osmanska Albanien (1415-1914).